# クラス会
クラス会（クラスかい）とは、学校などの同じクラスであった卒業生同士のための懇親会。具体的には、思い出話などをして往時を懐かしんだり、近況を語り合ったりする行為や会合である。同窓会の一種。

## 名称
本来は、同じクラスであった者の集まりなら「クラス会」、クラスにかかわらず同じ学年であった者の集まりなら「同期会」（なお左記の両者を含め「同級会」という場合もある）、卒業年度を問わない学校全体の集まりなら「同窓会」または「ホームカミングデー」、もしくは「卒業生の集い」というのが正しいが、これらの定義にかかわらず、一般的にこのような形態の集まりについては同窓会の名称が広く使われている。

## 実施形態
- 基本的には有志イベントであり、学校本体とは無関係の非公式イベントであることが多い。
- 通常、幹事を務める人が往復ハガキ、メール等で実施の通知をして、出席・欠席を集約する。会場は料亭、割烹料理店、ホテルの宴会場やバンケットホールが多い。
- いじめや学級崩壊などにより人間関係が破綻している場合、実施が困難である。また、いじめなどがなく人間関係が比較的良好であっても、リーダーシップをとって会を仕切れる幹事役がいなければ実施はできない。したがって、「人間関係が良好」で「幹事を務める人がいる」という2つの条件をクリアできて初めて実施できるものである。
- 最近では、幹事を請け負う代行業者に対して企画の全てを依頼する場合もある。
- また一定程度以上の年齢になると、社会的地位（職業・身分など）の違いや所得水準の差が目立ち始めることから出席を渋る人も多いといわれている[要出典]。
- 担任や学年団の先生にも出席をしてもらうこともある。

## 出席対象者
原則として担任の先生と、クラスに所属していた全員に往復ハガキ等で出席を呼びかける。送り先は卒業アルバム・卒業文集に記載されている名簿の住所であることが多い。本人が現在の住所・職業などを知られたくないと思っている場合や、「同窓会名簿に氏名を掲載されること自体が嫌だ」という人もいるので、プライバシー、個人情報については充分配慮をしなければならない。インターネットの発達により掲示板やソーシャル・ネットワーキング・サービス（mixiやFacebookなど）で同級生が再会し、クラス会が開かれるケースも増えている。連絡先不明者に対するお知らせ方法として、同窓会の実施について新聞社に依頼して新聞紙上に掲載してもらうこともできる。

## 開催地
通常は地元（その学校があった地域）で行われることが多い。

## その他
- クラス全員に出席を呼びかけるのではなく、クラスの中の親しい者だけで集まる場合でもクラス会と称することがある。
- 金銭（収入、資産など）や身分の話、更にはそれらを基にしたマウンティングはしてはいけないとされる。特に、欠席者の根も葉もない噂話や人格を根底から否定するような悪口もつきものであるが、道徳上好ましいことではない。
- 前述のとおり、同窓会（クラス会）が実施されるためには人間関係が良好であり、幹事役を務められる同窓生がいてはじめて実施できるものである。もし、ほとんどの同窓生が出席し元担任も交えてクラス会が開かれているのであれば、人間関係や雰囲気の良いクラスであったことの証左といえよう。
- そのため成人式以後に、またクラス会・同期会など開催は全くない期と2、3年ごとなどに頻繁に開催される期と差が生じることがある。
- 一度もクラス会に参加しない場合、クラスにいたこと自体忘れられることもたまにある。